# Dodoma
Dodoma är Tanzanias officiella huvudstad. Staden ligger centralt i landet 486 kilometer väster om den tidigare huvudstaden Dar es-Salaam och 441 kilometer söder om Arusha, Östafrikanska gemenskapens huvudort. Planerna att göra Dodoma till landets huvudstad gjordes upp 1973, och landets nationalförsamling flyttades dit i februari 1996. Många regeringskanslier är fortfarande kvar i Dar es-Salaam vilket innebär att staden fortfarande till stora delar fungerar som landets de facto-huvudstad.

## Invånarantal, yta och administrativ indelning
Förutom att vara landets huvudstad är Dodoma administrativ huvudort för regionen Dodoma. Stadens närmaste administrativa område utgörs av ett av Dodomaregionens fem distrikt, Dodoma stad (engelska Dodoma Urban, swahili: Dodoma Mjini), som hade en beräknad folkmängd av 462 968 invånare 2009 på en yta av 2 580 km². Distriktet består av 30 mindre administrativa områden, shehia, som är klassificerade som urbana enheter, landsbygdsenheter eller en blandning av båda. Dodomas sammanhängande, urbaniserade område utgörs av åtta hela shehia samt delar av ytterligare sex, och hade 150 604 invånare vid folkräkningen 2002. Detta motsvarade 46,7 procent av distriktets folkmängd, på ungefär fem procent av dess yta.  